# Anna Mayr (Journalistin)
Anna Mayr (* 1993 im Ruhrgebiet) ist eine deutsche Journalistin.
Sie studierte Geographie und Literatur in Köln und arbeitete als Deutschlehrerin. Nach ihrer Ausbildung an der Deutschen Journalistenschule arbeitete sie zunächst beim ZEIT-Magazin und ist heute Redakteurin im Politik-Ressort der ZEIT.
Ihre journalistische Arbeit sowie ihre Bücher Die Elenden (2020) sowie Geld spielt keine Rolle (2023) thematisieren Armut, Arbeitslosigkeit sowie soziale Mobilität und Sozialpolitik. Für ihre Arbeit wurde Mayr unter anderem für den Nannen-Preis und den Reporterpreis nominiert. Sie zählte 2018 zu den „Top 30 unter 30“ des Medium Magazin und erhielt 2021 den Marlies-Hesse-Nachwuchspreis.
Seit 2024 ist Mayr Mutter eines Kindes.

## Publikationen
- Die Elenden. Hanser Berlin, 2020, ISBN 978-3-446-26840-1.
- Geld spielt keine Rolle. Hanser Berlin, 2023, ISBN 978-3-446-27589-8.